# Kraków (1850)
Kraków (paropływ nr 4) to parowy, holownik wiślany, a od 1852 r. statek pasażerski Królestwa Polskiego (środkowej Wisły) o napędzie bocznokołowym.

## Dane
- armator: Spółka Żeglugi Parowej
- miejsce budowy: Warsztaty Mechaniczne Banku Polskiego na Solcu w Warszawie
- maszyna parowa
  - moc: 32 KM
  - produkcja: Stocznia Gâche`a, Nantes, Francja
- wymiary kadłuba:
  - długość: 38 m
  - szerokość:3,8? m

## Historia
- 1850 r. – rozpoczęcie służby
- 1850 r. październik – Hr. Andrzej Zamojski dopłynął nieregulowanym Sanem aż do Dubiecka[1].
- 1852 r. – przebudowa na statek pasażerski
- 1871 r. – sprzedanie do Rosji.

## Literatura
- Witold Arkuszewski "Wiślane statki pasażerskie XIX i XX wieku".